# Mark Killilea Jr.
Mark Killilea Jr. (n. 5 septembrie 1939, Dublin, Irlanda – d. 31 decembrie 2018) a fost un om politic irlandez, membru al Parlamentului European în perioada 1989-1994 din partea Irlandei.